# Бельмопан
Бельмопа́н (англ. Belmopan) — столица (с 1970) центральноамериканского государства Белиз. Население — 26 906 человек (2021).

## Этимология
Город был основан в 1970 году как новый административный центр страны. Расположен на реке Белиз при впадении в неё реки Мопан. Название города образовано сложением первого слога названия главной реки с названием притока.

## История
После того, как в 1961 году ураган Хэтти разрушил примерно 75 % построек и торговых центров в городе Белиз, правительство объявило о всяческом поощрении и поддержке постройки нового города. Новый город планировалось ставить вдали от берега, без насыпной суши, с заводской зоной. В 1962 году комитет выбрал участок, на 82 км западнее старой столицы, который теперь известен как Бельмопан.
Поскольку Белиз был британской колонией (известной как Британский Гондурас) в 1964 году, премьер-министр Джордж Кэдл Прайс направил делегацию в Лондон, чтобы они выделили финансовую помощь. Хотя британское правительство не было готово финансировать столь большой проект, оно проявило интерес, поскольку сочло разумным перенос столицы на возвышенность, которой не угрожают приливные волны. Чтобы убедить его в необходимости финансирования, Прайс и правительство Белиза (Народная объединённая партия Белиза) пригласили Энтони Гринвуда, государственного секретаря по делам колоний, посетить Белиз. Одним из основных моментов этого визита было возведение памятника на 49-й миле Западного шоссе. В надписи на памятнике говорится, что лорд Гринвуд определил участок под новую столицу 9 октября 1965 года. 
Имя для новой столицы, Бельмопан, было образовано путём объединения двух слов: «Белиз», имя длиннейшей реки страны, и «Мопан», река в области города, что вливается в Белиз. Изначальная расчетная стоимость постройки нового города была 40 миллионов белизских долларов (20 миллионов американских долларов). Только 20 миллионов было доступно, но проект был запущен.
В 1967 году работа началась. Первая фаза была закончена в 1970 году за 24 миллиона белизских долларов. С 1970 по 2000 год руководство Бельмопана было поручено корпорации «Reconstruction and Development Corporation», также известная, как «Recondev». Компании были даны законные полномочия предоставлять муниципальные услуги, необходимые для нормального функционирования бизнеса и инфраструктур в городе.
Изначально местные власти не желали переводить свои представительства в новую столицу, поскольку сомневались, что она будет полноценно функционировать. В 1981 году, когда Белиз получил независимость, открылась Британская высокая комиссия (англ. British High Commission), которая переехала на своё нынешнее место в 1984 году. В феврале 2005 года, спустя 43 года после начала строительства новой столицы, США начали строить новое здание посольства в Бельмопане. Официально посольство было открыто 11 декабря 2006 года. Мексика, Бразилия, Коста-Рика, Сальвадор и Венесуэла также имеют свои представительства в Бельмопане, а Эквадор, Чили и Доминиканская Республика представлены своими консульствами. Однако четыре посольства и 29 консульств по-прежнему остаются в прежней столице, городе Белиз.